# Brittiska Jungfruöarna i olympiska spelen
Brittiska Jungfruöarna medverkade i olympiska spelen första gången 1984 i Los Angeles och de har aldrig vunnit någon medalj. De har aldrig medverkat i de olympiska vinterspelen.

## Medaljer
| Guld | Silver | Brons | Totalt antal medaljer |
| ---- | ------ | ----- | --------------------- |
| 0    | 0      | 0     | 0                     |

### Medaljer efter sommarspel
| Spel             | Guld | Silver | Brons | Totalt |
| 1984 Los Angeles | 0    | 0      | 0     | 0      |
| 1988 Seoul       | 0    | 0      | 0     | 0      |
| 1992 Barcelona   | 0    | 0      | 0     | 0      |
| 1996 Atlanta     | 0    | 0      | 0     | 0      |
| 2000 Sydney      | 0    | 0      | 0     | 0      |
| 2004 Aten        | 0    | 0      | 0     | 0      |
| 2008 Beijing     | 0    | 0      | 0     | 0      |
| 2012 London      | 0    | 0      | 0     | 0      |
| Totalt           | 0    | 0      | 0     | 0      |